# Шпански плес
Шпански плес се односи на скуп свих плесова шпанског порекла. Они се разликују по регионима  и представљају најважније културне догађаје сваког предела.
Концепт шпанског плеса или шпанског балета се разликује од класичног балета и  често се повезује са плесом фламенко, иако се ни са њим не идентификује стриктно.

## Историја
Пећинске слике шпанске географије укључују и прве плесне ритуале, постајући део шпанске културе.
Шпански плес или шпански класични плес уједињује шпански плес и балет, и упркос историјским, политичким и економским неугодностима, траје до данас. Ипак, није званично признат, али, са друге стране, фламенко је најцењенији и најрепрезентативнији плес. 
О посебном неговању шпанског плеса постоје сведочанства код аутора класичног света и оних из средњег века. Римљани су сматрали плесачице из Кадиса најлепшим и најелегантнијим. Ренесанса је она која је опет вратила популарне плесове, дајући им тон и много пута их одводила у елегантне сале (фанданго, ћарада, пасакаља, контраданса). Тада се испоставило да су се временом изгубили или помешали једни са другима, ипак, још увек су биле приметне две велике групе: с једне стране, плесови ратничких обреда или обележавања великих битака, веома древни (ауреску, палотео); и са друге, плесни религиозни ритуали најтипичнији и најтрадиционалнији за средњи век. 

## Регионални плесови
- Ауреску де онор је популаран плес из Баскије. Овај плес се обично изводи на посебним догађајима, као што су венчања, инаугурације, почасти и други јавни догађаји.[3]
- Баљ пла (на шпанском, обичан плес) је традиционалан и распрострањен плес, посебно у Каталонији, који датира из 17. века. Плеше се у паровима и меким и спорим покретима. Подељен је на три кохерентна дела: Коменсамент, Каигуда, Ристол.[4]
- Болеро је плес који има тернарни ритам, дели се на три дела који варирају током различитих интерпретација плеса. обично се изводи уз гитару и друге народне инструменте.[5]
- Ћотис је уметност која представља музику и плес пореклом из Бохемије, који је стигао на Иберијско полуострво 1850. године, када се први пут извео у Краљевској палати у Мадриду. Плеше се као пар мушкарца и жене. До данас се ћотис сматра мадридским плесом, пошто се обично изводи на фестивалима Сан Исидро који се одржавају у Мадриду, престоници Шпаније.
- Плес копаља Руилобе је регионалан плес из 16. века који се изводи у општини Руилоба Кантабрија, која се налази на северу Шпаније. Најчешће се изводи на општинским свечаностима.
- Данса Прима је типичан плес из Астурије, игра се у круг, учесници су уједињени и држе се за руке и могу се укључити у било ком тренутку.[6]
- Баскијски плесови су скуп игара из Баскије (Шпаније) и представљају друштвени догађај од великог интересовања туриста и међу становницима ове аутономне заједнице.

## Популарни шпански плесови
Други популарни шпански плесови, који се сматрају народним играма мање или више распрострањеним по различитим областима територије (регионални плесови), су вито, хота, реха, баскијски плесови, сардана, муњеира, палотео, иса канариа, итд.
Посебно, неки од ових традиционалних плесова се обично сматрају гранама класичног шпанског плеса, нарочито болеро, фанданго, сегуидиљас, кротакологија или уметност свирања кастањета или бубња, обично током плеса и запатеадо.
Нека класификација разликује регионалне плесове, који укључују древне плесове као што је фанданго или модерне плесове као што су севиљане, плес фламенко, класични шпански плес или школа болера, неокласични шпански плес или оживљавање шпанског плеса крајем 19. века.
Други облици шпанског плеса који нису повезани са народном или традицијом фламенка су савремени плес у Шпанији (модерни или савремени плес), плес младих у Шпанији; али то повремено укључује традиционалне шпанске или латиноамеричке ритмове и балске плесове у Шпанији, концепт који обухвата неке шпанске плесове (прилично новије - из 19. века), други латиноамерички плесови и други европски плесови (полка, валцер итд.), бразилски (самба) или амерички (фокстрот, свинг, рок итд.).

## Плесна друштва
Различита плесна друштва су Шпански балет Кубе, који је основала Алисија Алонсо, Национални балет Шпаније, који је основао Антонио Гадес, специјализован за шпански плес и фламенко.14 и Национална плесна компанија Шпаније који је основао Виктор Уллате.15

## Шпански плес у уметности

### Кинематографска дела
Кинематографска дела као што су Ел амор брухо или Лос Тарантос (1962), Франсиска Ровира Белете, Ел амор брухо или Бодас де сангре, оба Карлоса Сауре и Антонија Гадеса, итд.

### Музичке композиције
- 12 шпанских плесова, Енрикеа Гранадоса (између 1892. и 1900.)[12][13][14][15]
- Тророги шешир, Мануела де Фаље,[15] који је заједно са Федериком Гарсијом Лорком одговоран за такмичење Канте Хондо у Гранади 1922.[16]

### Пластична дела
Шпански плес, скулптура Едгара Дега (око 1885), сачувана у Музеју Акленда (Чапел Хил, Северна Каролина, Сједињене Државе).

## Познати плесачи
Плесачи као што су Антонио Ел Баиларин, Мими Берналес, Мариема и Висенте Ескудеро, који је такође био писац расправа, успостављајући Декалог доброг плесача.